# Kernkraftwerk Changjiang
Das Kernkraftwerk Changjiang etwa 5 km nordöstlich der Ortschaft Haiwei im Kreis Changjiang, direkt an der Küste der Inselprovinz Hainan im Süden der Volksrepublik China, besteht seit 2016 aus zwei Druckwasserreaktoren vom chinesischen Typ CNP-600. Es wird von der Hainaner Kernkraft GmbH (海南核电有限公司) betrieben, einem Gemeinschaftsunternehmen der Huaneng Kernkraft AG (中国核能电力股份有限公司, 51 %), der Huaneng Kernkraftentwicklungs-GmbH (华能核电开发有限公司, 19 %) und der Huaneng Power International AG (华能国际电力股份有限公司, 30 %).

## Geschichte
Das Kernkraftwerk Changjiang wurde als gemeinsames Projekt der China National Nuclear Corporation (CNNC) und Huaneng Power International gebaut. Die Genehmigung zum Bau des Kernkraftwerks wurde im Juli 2008 durch die Staatliche Kommission für Entwicklung und Reform Chinas erteilt. Im Dezember 2008 begannen die ersten Arbeiten am Standort.
Das Kernkraftwerk soll im Endausbau aus vier Druckwasserreaktoren bestehen, und zwar zwei Reaktoren vom chinesischen Typ CNP-600 mit einer elektrischen Leistung von jeweils 650 Megawatt sowie zwei vom Typ HPR-1000, auch bekannt als „Hualong One“, mit einer Leistung von 1170 Megawatt. Es wird in zwei Phasen gebaut, in denen jeweils zwei Blöcke fertiggestellt werden sollen.
Als Referenz für die beiden Blöcke der ersten Phase dienen die Blöcke 2-1 und 2-2 des Kernkraftwerks Qinshan. Mit dem Bau von Block 1 wurde am 25. April 2010 begonnen, am 12. Oktober 2015 wurde die erste Kritikalität erreicht. Block 2 wurde am 9. Juni 2016 zum ersten Mal kritisch. Die Kosten für den Bau der ersten beiden Blöcke sollten 19 Milliarden Yuan betragen, wobei mehr als 70 % der Ausrüstung in China hergestellt werden sollte.
Die Kosten für den Bau von Block 3 und 4 wurden 2019 mit insgesamt 39,45 Milliarden Yuan veranschlagt. Damals ging man davon aus, dass Block 3 im Jahr 2025 ans Netz gehen würde, Block 4 dann 2026. Am 2. September 2020 erfolgte die Genehmigung durch den Staatsrat, ab 31. März 2021 war offizieller Baubeginn von Block 3.

Am 18. Juli 2019 gab die China National Nuclear Corporation den Bau eines kleinen modularen Druckwasserreaktors vom Typ ACP100 bekannt, ein sogenannter Small Modular Reactor mit einer Leistung von 125 Megawatt. Der Baubeginn war ursprünglich für den 31. Dezember 2019 geplant. Dies verzögerte sich jedoch. Erst am 23. Juni 2020 war die Sicherheitsüberprüfung des Projekts abgeschlossen und die Nationale Behörde für nukleare Sicherheit (国家核安全局) stellte eine Baugenehmigung aus. Am 13. Juli 2021 erfolgte der offizielle Baubeginn mit der Betonierung der Bodenplatte des Reaktorgebäudes.
 Im August 2023 wurde das Kernmodul, bestehend aus Reaktordruckbehälter, Dampferzeuger und Hauptpumpen, installiert, es wurde zu diesem Zeitpunkt von einer kommerziellen Inbetriebnahme Ende 2026 ausgegangen.

## Daten der Reaktorblöcke
Das Kernkraftwerk Changjiang hat fünf Blöcke (Quelle: IAEA, Stand: Oktober 2022):
| Block | Reaktortyp | Modell  | Status     | Netto- leistung in MWe (Design) | Brutto- leistung in MWe | Therm. Leistung in MWt | Baubeginn  | Erste Kritikalität | Erste Netzsyn- chronisation | Kommer- zieller Betrieb (geplant) | Abschal- tung (geplant) | Einspeisung in TWh |
| ----- | ---------- | ------- | ---------- | ------------------------------- | ----------------------- | ---------------------- | ---------- | ------------------ | --------------------------- | --------------------------------- | ----------------------- | ------------------ |
| 1     | PWR        | CNP-600 | In Betrieb | 601                             | 650                     | 1930                   | 25.04.2010 | 12.10.2015         | 07.11.2015                  | 25.12.2015                        | –                       | 24,31              |
| 2     | PWR        | CNP-600 | In Betrieb | 601                             | 650                     | 1930                   | 21.11.2010 | 09.06.2016         | 20.06.2016                  | 12.08.2016                        | –                       | 22,03              |
| 3     | PWR        | HPR1000 | In Bau     | 1000                            | 1197                    | 3190                   | 31.03.2021 | –                  | –                           | –                                 | –                       | –                  |
| 4     | PWR        | HPR1000 | In Bau     | 1000                            | 1200                    | 3190                   | 28.12.2021 | –                  | –                           | –                                 | –                       | –                  |
| LL–1  | PWR        | ACP100  | In Bau     | 100                             | 125                     | 385                    | 13.07.2021 | –                  | –                           | –                                 | –                       | –                  |